# 三菱Delica Cargo
三菱Delica Cargo（日语：三菱・デリカカーゴ）為日本三菱汽車於1994年至2005年、1999年至2010年間開發生產的商用貨車，其乘用廂型車版本之車名叫做三菱Delica Space Gear。

## 概要
第一代的底盤平台源自第二代三菱Pajero，採用非承載式車身的設計，成為當時同級競品中最高的廂型車。導入自家研發的超選四輪驅動（機械式），在高速及低速傳動範圍提供2H、4H、4HLc及4LLc等四種驅動模式。即便日本、臺灣皆於2007年正式停產，但中國的東風柳州汽車仍以自主品牌「風行」持續產銷「菱智」商務車家族，以1.6L與1.5L等小排氣量動力配置及平實價格繼續生產。至於第二代車型則是委託馬自達OEM代工，以馬自達Bongo Brawny換牌而成。

## 歷史

### 第一代（1994年-2005年）
1994年 - 5月12日在日本正式上市，同時發售乘用廂型車版本的三菱Delica Space Gear。依軸距分成長軸版與短軸版，按車高分成平頂型或高頂型，按驅動方式則有2WD及4WD。前懸吊採用叉骨式附扭力桿，後懸吊則為五連桿式設計，配合可變係數圈狀彈簧。動力來源有2.0L直列四缸SOHC 4G63型汽油引擎，以及2.5L直列四缸SOHC 4D56T型渦輪增壓柴油引擎等二種。
1997年 - 6月21日和Delica Space Gear一同實施小改款，自排車型從三速自動排檔附OD檔進化成INVECS-II型四速自手排變速箱，變更前保桿和霧燈的造型。
1999年 - 日本市場於11月1日正式停售，但外銷澳大利亞、車型代號WA系的貨車版「三菱Express」則遲至2005年停產。

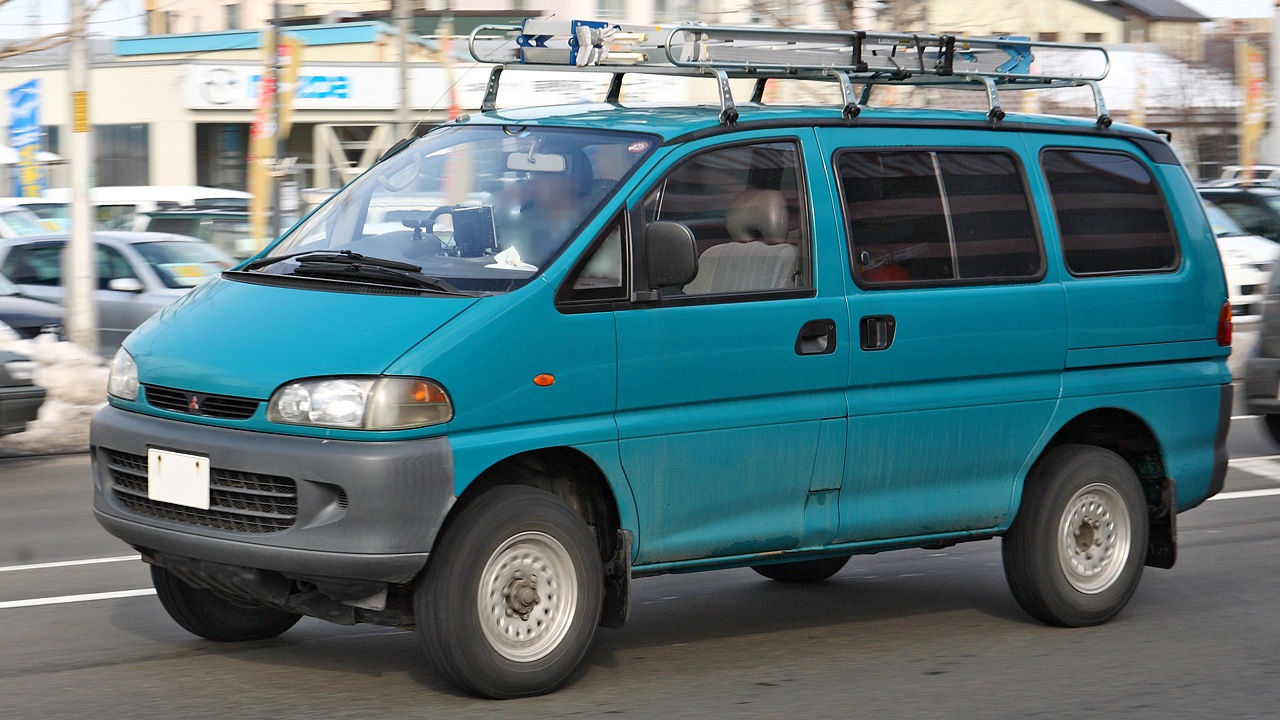
4WD版
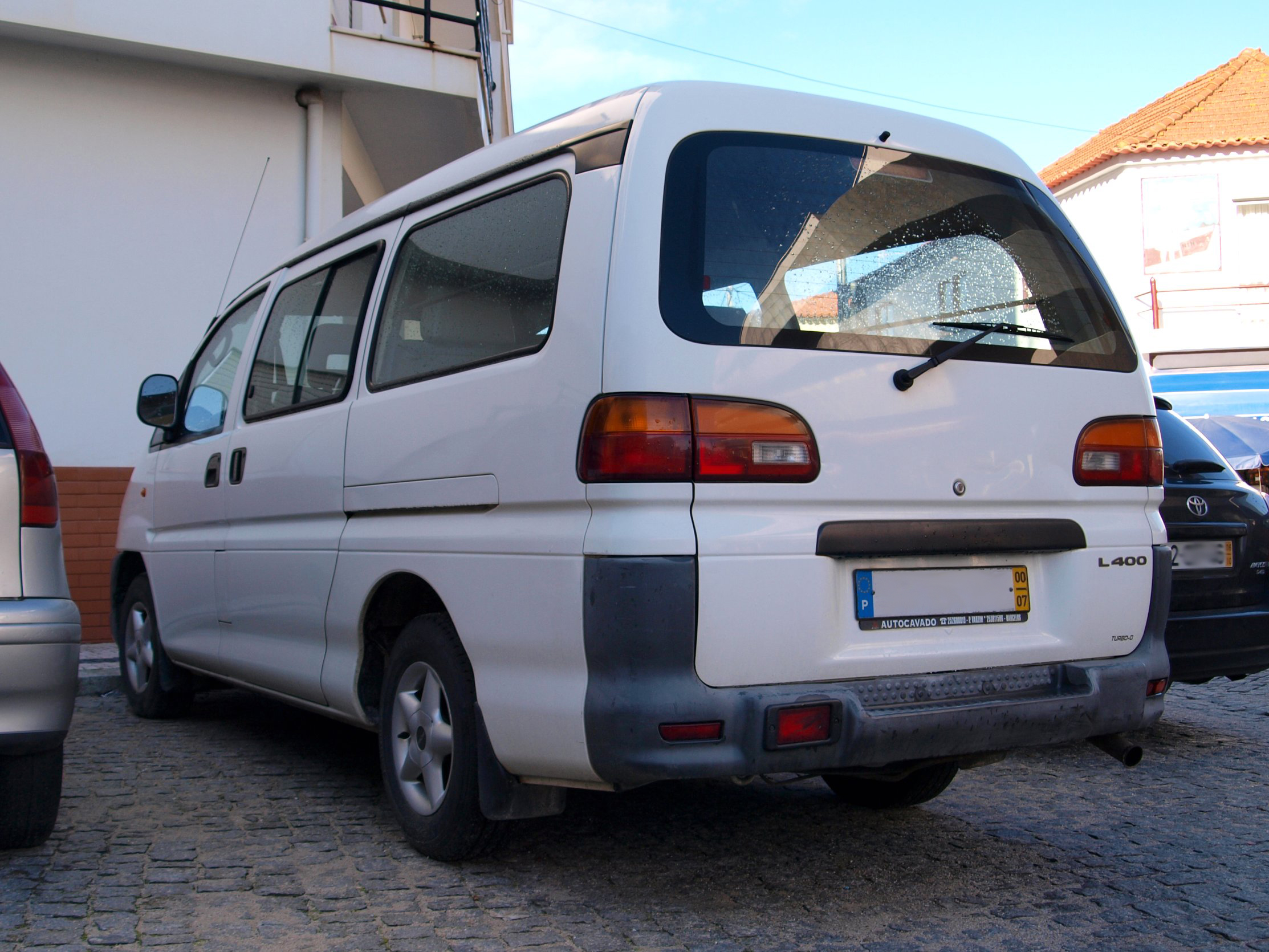

### 第二代（1999年-2010年）
1999年 - 自11月起馬自達以馬自達Bongo Brawny更換廠徽銘牌成第二代Delica Cargo給三菱汽車。
2004年 - 12月為了符合汽車廢氣排放標準，柴油引擎提供安裝渦輪增壓及觸媒轉換器的2.5L直列四缸WL-T型，以及含共軌式電腦控制柴油噴射系統附渦輪增壓的2.0L直列四缸RF 2002型等選擇。
2010年 - 7月馬自達即將停止生產Bongo Brawny，於是第二代Delica Cargo也停售。

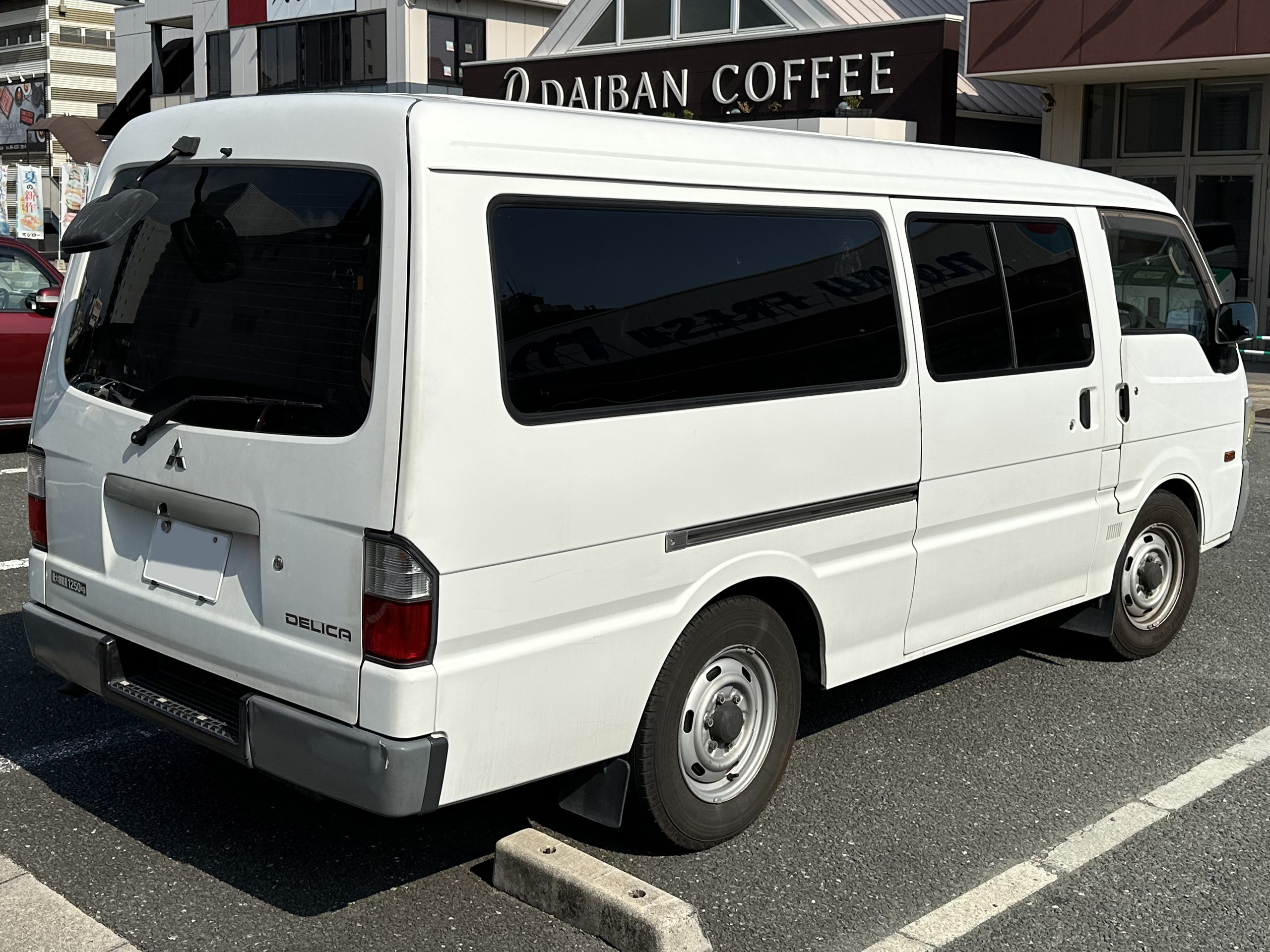
車尾
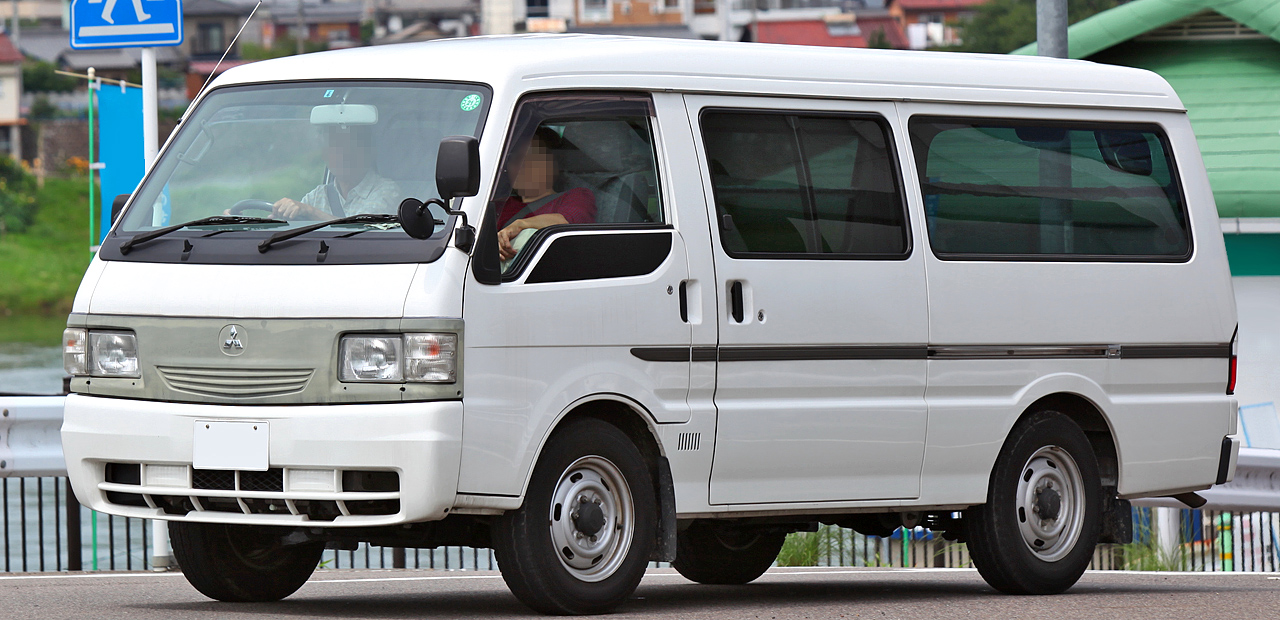

## 外部連結
- 商業車誌：務實家庭號─MITSUBISHI Space Gear(II) （页面存档备份，存于）
- 東風風行菱智M5官方網站